# Labro
Labro is een gemeente in de Italiaanse provincie Rieti (regio Latium) en telt 374 inwoners (31-12-2004). De oppervlakte bedraagt 11,4 km², de bevolkingsdichtheid is 32 inwoners per km².

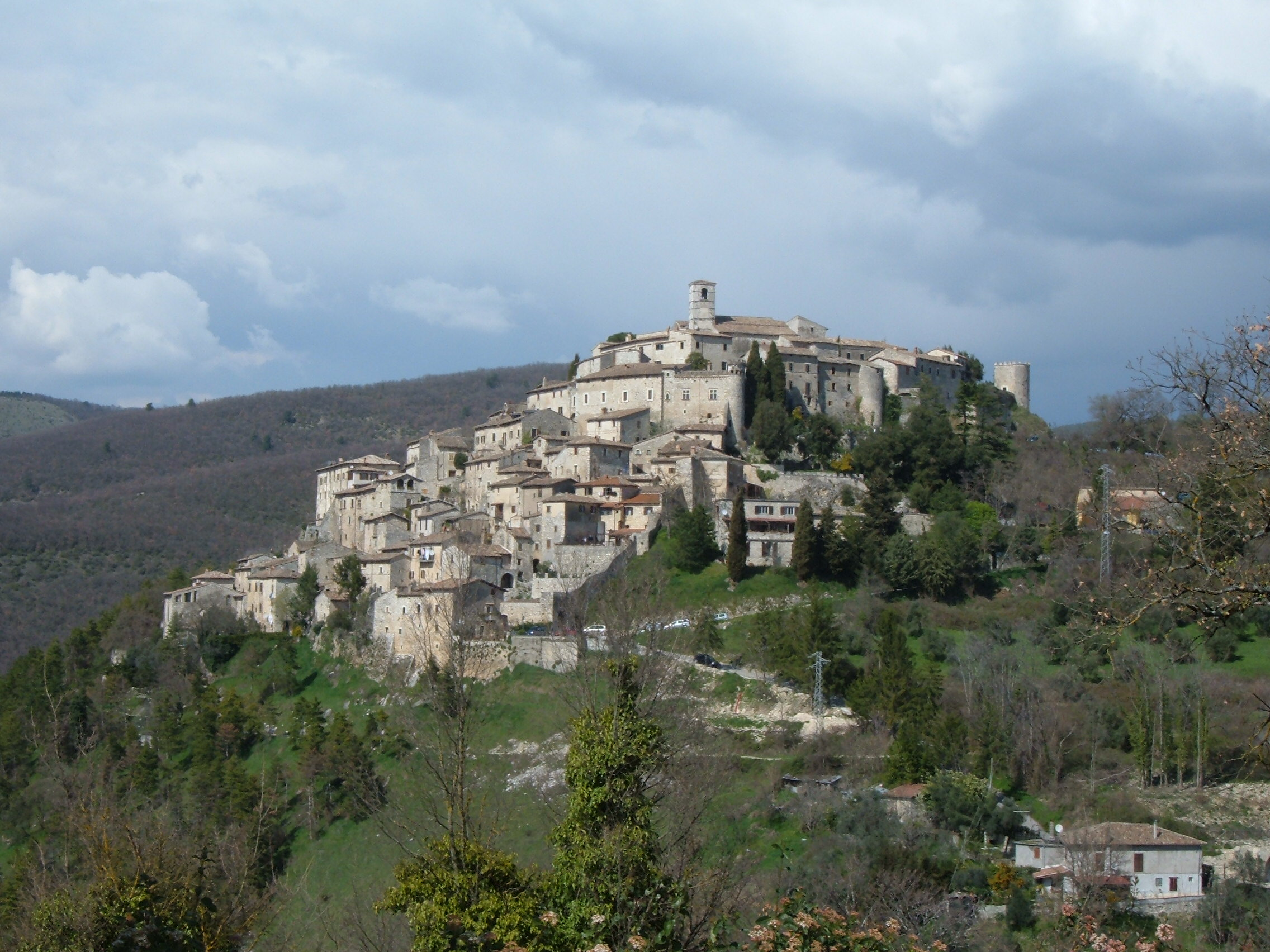
Labro
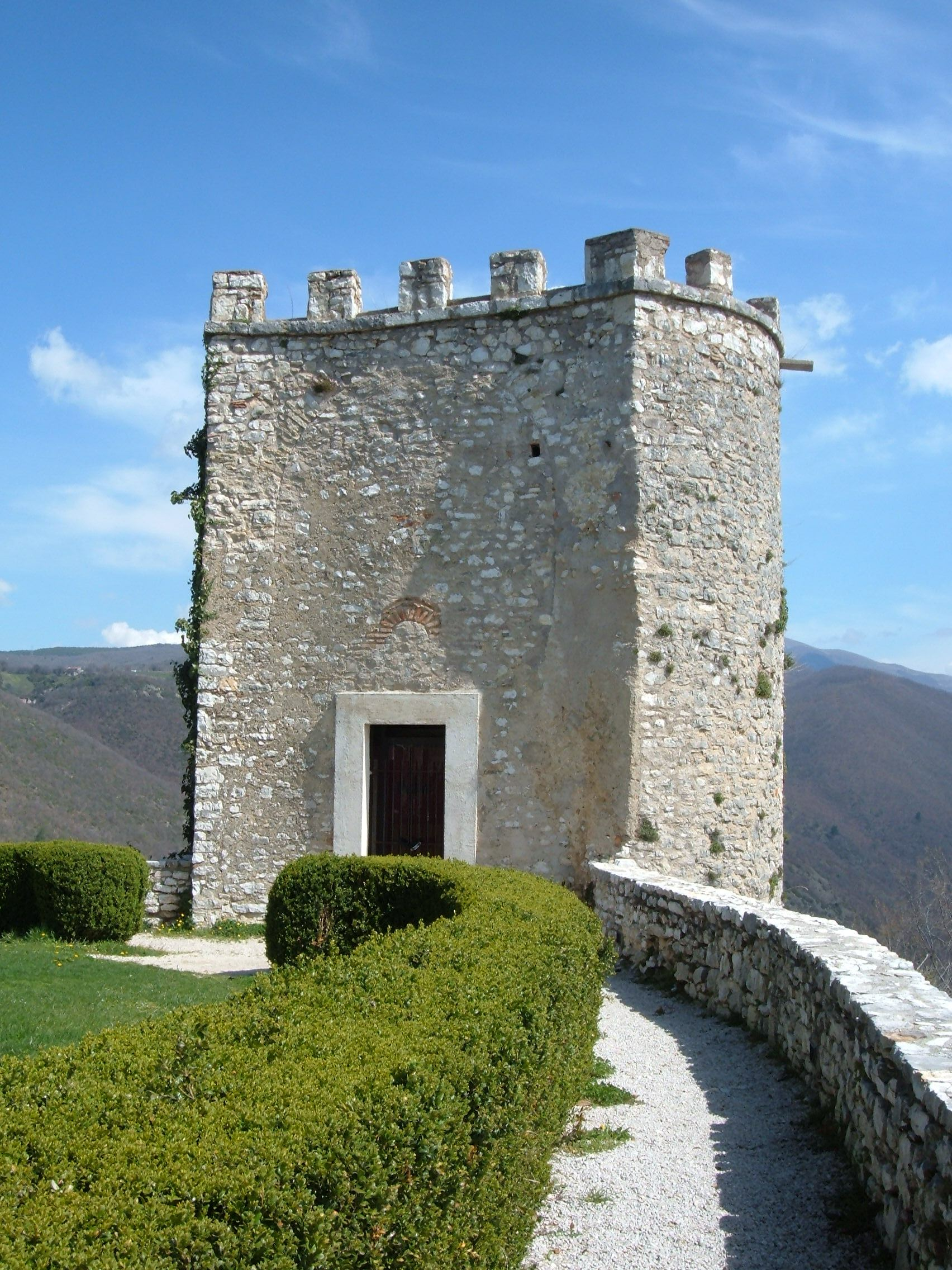
Kasteel bij Labro
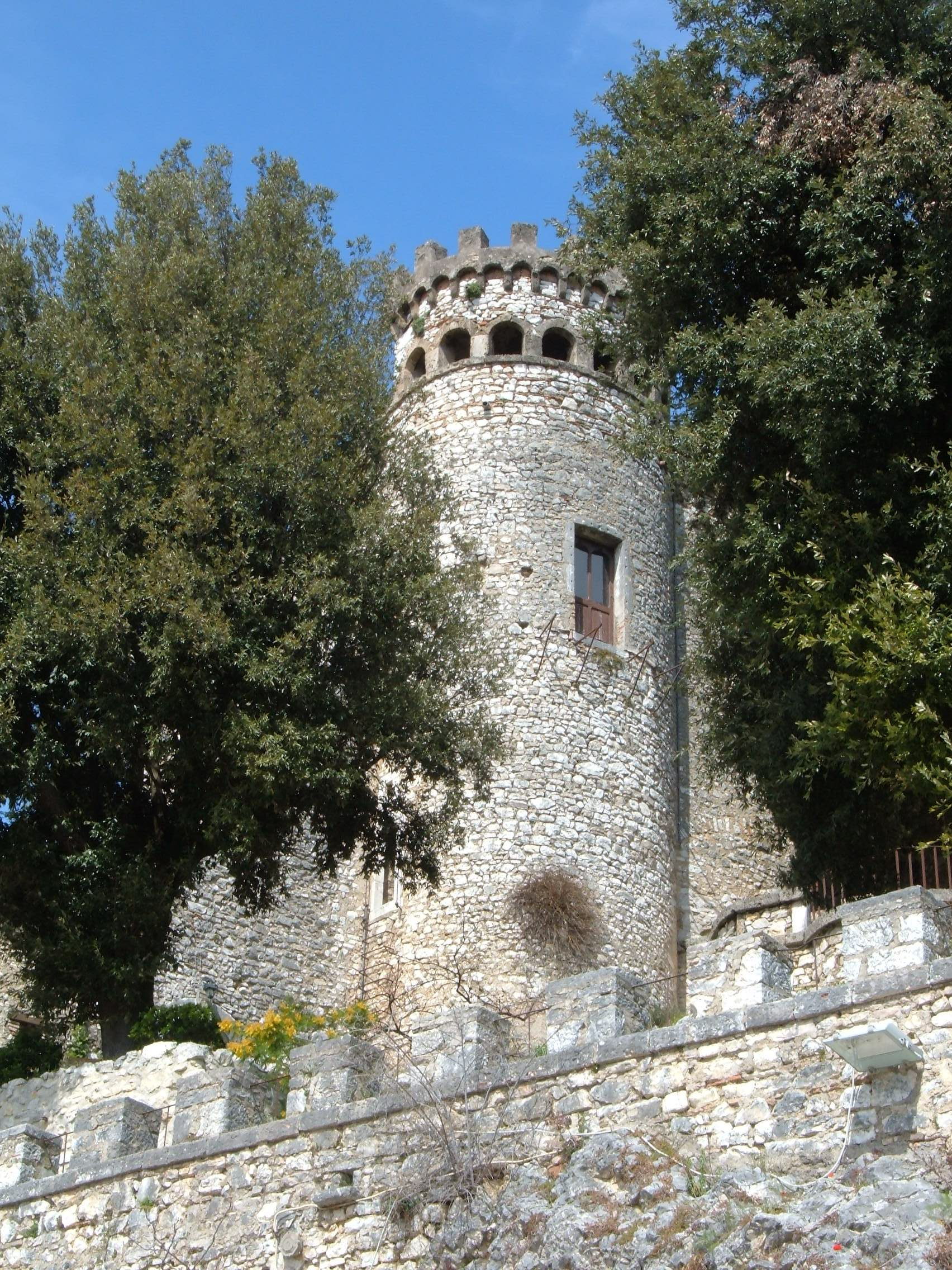
Kasteel bij Labro

## Demografie
Labro telt ongeveer 179 huishoudens. Het aantal inwoners steeg in de periode 1991-2001 met 20,1% volgens cijfers uit de tienjaarlijkse volkstellingen van ISTAT.
| Jaar | Inwoneraantal |
| ---- | ------------- |
| 1991 | 293           |
| 2001 | 352           |

## Geografie
De gemeente ligt op ongeveer 628 m boven zeeniveau.
Labro grenst aan de volgende gemeenten: Arrone (TR), Colli sul Velino, Morro Reatino, Terni (TR).